# Frau Wirtin hat auch eine Nichte
Frau Wirtin hat auch eine Nichte ist eine österreichisch-deutsch-italienische Filmkomödie aus dem Jahre 1968 von Franz Antel mit Terry Torday als Frau Wirtin und ihre eigene Nichte, Harald Leipnitz als Ferdinand, Claudio Brook als Freiherr von Ambras und Heinrich Schweiger als Napoleon Bonaparte.

## Handlung
Susanne, die Wirtin von der Lahn, zieht noch immer mit ihrer Schauspieltruppe durch die Lande. Bei einem Schloss im Elsass werden sie von napoleonischen Schergen verhaftet, die Ferdinand, Susannes „erster Held“ der Schauspieltruppe, verhaften wollen, da die französischen Soldaten ihn irrtümlicherweise für den rebellischen Freiherrn von Ambras, einen Napoleon-Gegner, halten. Susanne und ihren freizügigen Mädels können die Soldaten für einen Moment ablenken. Dennoch wird Ferdinand festgenommen und verschleppt. Mit dem im Schloss mutterseelenallein aufgefundenen Baby von Ambras reist Susanne mit ihren Leuten weiter nach Paris, um Napoleon davon zu überzeugen, ihren Ferdinand wieder freizulassen.
In einem einst von Ludwig XIV. errichteten Lustschlösschen mit dem treffenden Namen Monplaisir hält sich Napoleon derzeit auf, um mit russischen und österreichischen Delegationen zu verhandeln. Napoleon will aus dynastischen und strategischen Gründen unbedingt Marie-Louise, die Tochter des österreichischen Kaisers, heiraten, und aus ebensolchen Gründen wollen die Russen dies unbedingt verhindern. Dies geht sogar so weit, dass der russische Gesandte Bulakieff seine Männer beauftragt, das Baby von Ambras, das von ihnen für das Kind Napoleons gehalten wird, zu entführen. Das Kind wäre jedoch für Napoleon der Beweis dafür, dass er durchaus zeugungsfähig ist. Genau daran aber zweifelt wiederum Österreichs Kaiser Franz, da sein französischer Konterpart mit über 40 Jahren noch immer nicht Vater ist. Aus diesem Grund will Kaiser Franz Kaiser Napoleon seine Marie-Louise dem mutmaßlich zeugungsunfähigen Franzosen nicht zur Frau geben.
In dieser verzwickten Situation wird der echte Ferdinand Napoleon vorgeführt. Der erkennt, dass Ferdinand nicht Ambras ist und will ihn hinrichten lassen, denn in Napoleons Frankreich gebe es keine Justizirrtümer. Ferdinand wird nunmehr zum hochpolitischen Pfand, als die Wirtin von der Lahn und der Franzosen-Kaiser, die sich noch aus beider Zeit in Gießen kennen, sich wieder sehen. Es kommt zu einer Abmachung: Wenn Susanne Napoleon hilft, dass nicht länger an seiner Zeugungsfähigkeit gezweifelt wird, will er dafür sorgen, dass ihr Ferdinand wieder freigelassen wird. Susanne selbst soll, vor Österreichs und Russlands Vertreter, in einer schauspielerischen Farce, ihre eigene Nichte spielen, mit der Napoleon einst dieses Kind gezeugt hatte. Diese Vorstellung gelingt, und alles könnte gut werden, wenn Bulakieffs Schergen dem armen Pumpernickel, einen von Susannes Vertrauten der Schauspieltruppe, nicht das Baby, auf das er in Susannes Auftrag während ihrer Abwesenheit achten sollte, entrissen und damit entführt hätten.
Napoleon hat zwar das, was er wollte, doch er will noch mehr: Er möchte unbedingt den Napoleon-Gegner Freiherr von Ambras fassen und kündigt an, dass Ferdinand erst dann freigelassen werde, wenn sich Ambras stelle. Andernfalls werde Ferdinand an Ambras’ Stelle hingerichtet. Als bei Susanne der echte Ambras auf der Suche nach seinem Kind, das sie aus Ambras’ Schloss vor einiger Zeit mitgenommen hatte, auftaucht, stürmen mehrere napoleonischen Soldaten, die ihn offensichtlich seit einiger Zeit bereits verfolgten, in Susannes Liebesnest. Die Wirtin von der Lahn muss rasch handeln und geht mit Ambras ins Bett. Die Soldaten stürmen in ihr Boudoir, sehen Napoleons kaiserliche Kopfbedeckung und verlassen augenblicklich das Zimmer wieder, da sie annehmen müssen, dass sich Napoleon unter der Bettdecke befindet.
Ambras vermöbelt wenig später mithilfe des österreichischen Vertrauten Graf Lombardini die russischen Geheimagenten und befreit darauf mithilfe einer Freundin das eigene Baby aus den Hände der russischen Geheimpolizei und befreit dann auch noch Ferdinand aus dem Kerker. Dann nimmt er Ferdinands Position in der Festungshaft ein. Napoleon kann, nun ohne auf weiteren russischen Widerstand zu stoßen, die österreichische Kaisertochter Marie-Louise heiraten. Der echte Ambras wird ihm als Gefangener Ferdinand vorgeführt, und mit einer List erreicht Susanne, dass der vorgeführte Mann, von dem Napoleon glaubt, es handele sich um Ferdinand, per Dekret freigelassen wird. Somit verlässt Ambras den Hof als freier Mann. Ferdinand hat sich indes in der Uniform eines napoleonischen Gardisten mit in die Szenerie eingeschlichen und kann seine Susanne endlich wieder in die Arme schließen.

## Produktionsnotizen
Frau Wirtin hat auch eine Nichte wurde im Herbst 1968 in Ungarn gedreht und am 16. April 1969 uraufgeführt. Es handelt sich um den dritten Teil der sechsteiligen Wirtin-Filmreihe Antels.
Carl Szokoll war Herstellungsleiter, Kurt Kodal übernahm die Produktionsleitung. Die Filmbauten schufen Herta Hareiter, Lambert Hofer junior die Ausstattung. Gerdago entwarf die Kostüme. Eberhard Schroeder war einer von drei Regieassistenten.
Am 20. März 1969 wurde der Film von der FSK ab 18 Jahren freigegeben. Am 3. Juni 2004 wurde eine Neubewertung für eine DVD-Veröffentlichung durchgeführt. Die Freigabe dafür ist ab 16.

## Kritik
Das Lexikon des Internationalen Films nannte diesen Film „ein schmuddeliges Verwechslungsspiel.“

## Synchronisation
- Terry Torday: Rose-Marie Kirstein
- Claudio Brook: Klaus Kindler
- Lando Buzzanca: Jürgen Scheller
- Jacques Herlin: Wolf Rahtjen
- Margaret Lee: Grit Böttcher